# Райли, Киран
Киран Райли (англ. Kieran Reilly; род. 12 июля 2001, Ньюкасл-апон-Тайн) — британский велосипедист, выступающий в дисциплине BMX-фристайл. В августе 2023 года стал чемпионом мира в этом виде спорта.

## Карьера
Рейли начал выполнять трюки на своём BMX в скейтпарке Leam Lane в Гейтсхеде. Свои первые соревнования провел на Urban Games в Уитли-Бей. Стал известен в BMX в 2012 году, когда в 11-летнем возрасте сделал 720 — два полных вращения в одном прыжке — через позвоночник в скейтпарке в Глазго.
В сентябре 2020 года Рейли переехал в Корби, графство Нортгемптоншир, чтобы тренироваться вместе с другими участниками Team GB. В январе 2022 года Рейли впервые в мире выполнил «Triple Flair» — три полных сальто назад и поворот на 180 градусов в конце — в крытом скейтпарке «Adrenaline Alley» в Ноттингемшире. В августе 2022 года завоевал серебро на чемпионате Европы по BMX в Мюнхене.
В январе 2022 года Рейли выполнил первый в мире трюк в скейтпарке Asylum в Ноттингемшире. Стартовав с вершины расширенного квотер-пайпа, выполнил три полных бэкфлипа и добавил вращение на 180 градусов.
В июне 2023 года Рейли завоевал золотую медаль на Европейских играх 2023 года проходивших в Кшешовице, победив в мужском BMX-фристайле в дисциплине парк. В августе 2023 года выиграл золото на чемпионате мира по городскому велоспорт (UCI Urban Cycling World Championships) в BMX-фристайле проходившем в Глазго. В октябре добавил к этой серии свой первый титул чемпиона Великобритании.
В 2024 году выступил на летних Олимпийских играх в Париже и завоевал серебряную медаль.

## Достижения
2022
 Чемпионат Европы — BMX-фристайл парк
2023
 Чемпионат мира — BMX-фристайл парк
 Чемпионат Европы — BMX-фристайл парк
 Чемпионат Великобритании — BMX-фристайл парк
2-й Кубок мира по BMX-фристайлу парк